# Lorenzo Patta
Lorenzo Patta (n. 23 mai 2000, Oristano, Sardinia, Italia) este un atlet ce a reprezentat Italia, medaliat olimpic. A participat la două ediții ale Jocurilor Olimpice (2020, 2024) în care a câștigat o medalie de aur în proba de 4x100 de metri.

## Palmares
| An   | Competiție                      | Locație               | Loc | Eveniment | Note  |
| ---- | ------------------------------- | --------------------- | --- | --------- | ----- |
| 2018 | Campionatul Mondial de Juniori  | Tampere, Finlanda     | 10  | 200 m     | 21,18 |
| 2018 | Campionatul Mondial de Juniori  | Tampere, Finlanda     | 8   | 4×100 m   | NT    |
| 2019 | Campionatul European de Juniori | Borås, Suedia         | 2   | 4×100 m   | 39,89 |
| 2021 | Campionatul European pe Echipe  | Chorzów, Polonia      | 2   | 100 m     | 10,29 |
| 2021 | Campionatul European pe Echipe  | Chorzów, Polonia      | 5   | 4×100 m   | 39,28 |
| 2021 | Jocurile Olimpice               | Tokio, Japonia        | 1   | 4×100 m   | 37,50 |
| 2022 | Campionatul Mondial             | Eugene, Statele Unite | 10  | 4×100 m   | 38,74 |
| 2022 | Campionatul European            | München, Germania     | 9   | 4×100 m   | 39,02 |
| 2023 | Campionatul European pe Echipe  | Chorzów, Polonia      | 2   | 4×100 m   | 38,47 |
| 2023 | Campionatul Mondial             | Budapesta, Ungaria    | 2   | 4×100 m   | 37,62 |
| 2024 | Ștafetele Mondiale              | Nassau, Bahamas       | 8   | 4×100 m   | DS    |
| 2024 | Campionatul European            | Roma, Italia          | 1   | 4×100 m   | 37,82 |
| 2024 | Jocurile Olimpice               | Paris, Franța         | 4   | 4×100 m   | 37,68 |